# Ньюбург (Вісконсин)
Ньюбург (англ. Newburg) — селище (англ. village) в США, в округах Вашингтон і Озокі штату Вісконсин. Населення — 1142 особи (2020).

## Географія
Ньюбург розташований за координатами 43°25′56″ пн. ш. 88°2′51″ зх. д. / 43.43222° пн. ш. 88.04750° зх. д. (43.432160, -88.047596).  За даними Бюро перепису населення США в 2010 році селище мало площу 2,31 км², уся площа — суходіл.

## Демографія
Згідно з переписом 2010 року, у селищі мешкали 1254 особи в 480 домогосподарствах у складі 327 родин. Густота населення становила 543 особи/км².  Було 506 помешкань (219/км²).
Расовий склад населення:
| - 98,0 % — білих - 0,4 % — азіатів - 0,3 % — корінних американців - 0,2 % — чорних або афроамериканців |

До двох чи більше рас належало 0,8 %. Частка іспаномовних становила 1,1 % від усіх жителів.
За віковим діапазоном населення розподілялося таким чином: 27,5 % — особи молодші 18 років, 61,6 % — особи у віці 18—64 років, 10,9 % — особи у віці 65 років та старші. Медіана віку мешканця становила 37,6 року. На 100 осіб жіночої статі у селищі припадало 103,2 чоловіків;  на 100 жінок у віці від 18 років та старших — 103,4 чоловіків також старших 18 років.
Середній дохід на одне домашнє господарство  становив 65 466 доларів США (медіана — 55 625), а середній дохід на одну сім'ю — 79 259 доларів (медіана — 72 917). Медіана доходів становила 55 625 доларів для чоловіків та 35 809 доларів для жінок. За межею бідності перебувало 9,8 % осіб, у тому числі 20,3 % дітей у віці до 18 років та 10,0 % осіб у віці 65 років та старших.
Цивільне працевлаштоване населення становило 671 особа. Основні галузі зайнятості: виробництво — 30,4 %, освіта, охорона здоров'я та соціальна допомога — 23,1 %, фінанси, страхування та нерухомість — 11,2 %, роздрібна торгівля — 9,2 %.